# Arnaud Lebrun
Arnaud Lebrun est un footballeur français  né le 27 septembre 1973 à Cambrai (Nord).

## Biographie
Formé à Valenciennes, Arnaud Lebrun évolue comme arrière latéral droit à Amiens à partir de 2000. Les Picards, vice-champions de France de National, jouent la finale de la Coupe de France en 2001 et perdent aux tirs au but après un match nul 0 à 0, contre Strasbourg. En 2002 et 2004 le magazine France Football nomme Arnaud Lebrun dans l'équipe type de Division 2,. Pour la saison 2004-2005 il est l'un des deux délégués syndicaux de l'UNFP au sein de l'Amiens SC.
En 2005, il part à Laval avant de venir en décembre 2006 à Niort puis en juillet 2008, à Dijon FCO.
Depuis juillet 2010, il joue à Chasselay, au Monts d'Or Azergues Foot, club de CFA.
Après sa carrière de footballeur professionnel, il se reconvertit comme gérant d'une brasserie,.

## Palmarès
- Champion de France CFA (Division 4) en 1998 (avec le Valenciennes FC)
- Finaliste de la Coupe de France 2001 (avec l'Amiens SC)